# Tomografi
Tomografi er en bred betegnelse for alle former for snitbilleddannelse og opdeling i lag via gennemtrængende stråling eller bølge. Apparatet der anvendes i tomografi kaldes en tomograf, mens et billede kaldes et tomogram. Metoden anvendes oftest indenfor lægevidenskab til sammenfletningsfri røntgenstråling, men bruges også indenfor radiologi, arkæologi, biologi, geofysik, oceanografi, astrofysik og andre videnskaber. I de fleste tilfælde benyttes computerbaseret matematisk behandling, kaldet tomografisk rekonstruktion. Ordet tomografi kommer af klassisk græsk τόμος, tomos, "udsnit, sektion" og γράφω, graphō, "at skrive" eller "at tegne" (som i graffiti og grafik): Tomografi giver snitbilleder.
Et snitbillede afspejler de indre strukturer, således at de vil passe udskæringen af et objekt, og skære i en tynd skive. Man taler om en sammenlagringsfri repræsentation af et lag af objektet (i modsætning til normalt, hvor alle strukturer vil være sammenflettet. Denne forskel er vist i det tilstødende billede med to tomografiske afsnits-billeder (S1  og S2) og et sammenflettet billede (P), af det samme volume.)
Tomografiske metoder kan omfatte enten et enkelt lag eller større mængder, som f.eks.. kan repræsentere en række parallelle sektionsopdelte billeder. Metoder der omfatter de individuelle lag, kan anvendes til optagelse af tredimensional data, hvor objektet er skannet i en serie af parallelle snitbilleder.

## Medicinsk tomografi
Forskellen mellem sammenfletningsfri medicinsk tomografi, og et overlejrende billede er illustreret i de to tilstødende billeder. I en fremskrivning i radiografi (almindeligt X-ray) får vi et billede, hvor flere strukturer er overlejret, da de lægger sig efter hinanden i strålegangen. De overlejrede bløde dele af den forreste og bageste væg af brystet, brystkassens knogler og lungestrukturer på en konventionel røntgenbillede lægger sig øverst. Dette vil komplicere en diagnose af en lungetumor (f.eks. cancer). hvorimod et tomografisk billede af brystet imidlertid kun viser et 0,5 til 10 mm tykt lag, som praktisk set fjerner alle objekter som ellers ville have lagt sig ovenlejret på det ønskede udsnit.

Moderne computersoftware kan genopbygge i ikke-ortogonale (skrå) planer, således at den optimale plan kan vælges til at vise en anatomisk struktur. Dette kan især være nyttigt til visualisering af organer, som ikke er placeret vinkelret på retningen af skanningen.

## Tomografiske metoder af betydning

### Indenfor medicin og lægevidenskab
- Snitrøntgen eller computertomografi (DT/ CT, Computer Tomography/CATscan, Computer Aided Tomography scanner)
- Sonografisk Ultralydsscanning (UOT)
- Magnetisk resonanstomografi (MR/MRT, Magnetic Resonance Tomography/MRI, Magnetic Resonance Imaging)
- positronemissionstomografi (PET, Positron Emission Tomography)
- Enkelfoton-emissionstomografI (SPECT, Single Photon Emission Computed Tomography)[1],
- Elektrisk impedans tomografi (EIT, Electrical Impedance Tomography)[2]
- Optisk kohærens tomografi (OCT)
- Kombinationer af forskellige typer (SPECT-CT, PET-CT)[3]
- Mikrobølge tomografi (MWT, Microwave Tomography) (I den eksperimentelle fase)

### Applikation indenfor andre områder
- Geofysik for eksempel i geoelektrisk og seismiske tomografi samt jordgennemtrængende radar
- Geodesi, laserskanning og applikationer i topografi, batymetri og gravimetri [4]

- Kvantmekanisk tillstandstomografi, med lignende matematiske metoder inden for medicin, muliggjort fuldstændig gennemgang af de kvantemekaniske tilstande af et objekt.[5]
- Elektrontomografi (ET, Electron Tomography)), hvor de enkelte sektioner af billeder (projektioner) skabes via transmissionselektronmikroskop (TEM, Transmission Electron Microscopy).

- Neutron-/gammastrålnings-tomografi, brugt indenfor palæontologi og materialevidenskab.[6]
- Tomografisk atomsond (APT, Atom-Probe Tomography) eller tre dimensionel atomsond (3DAP), anvendes i materialevidenskab[7]
- Fotoakustisk tomografi (PAT, Photoacoustic Tomography), anvendes i materialevidenskab og biomedicinsk forskning.[8]